# 北京万佛华侨陵园
北京万佛华侨陵园（简称“万佛园”），位于北京市门头沟区永定镇石厂村与苛萝坨村交界处。

## 简介
北京万佛华侨陵园有限公司是中华人民共和国民政部和北京市人民政府批准成立的“既面向社会大众又具备涉外接待服务能力”的企业。北京万佛华侨陵园建设投资超过亿元人民币，陵园占地面积657亩，1998年开始为社会公众提供服务。
画家娄师白等人安葬在北京万佛华侨陵园。